# El cielo protector
El cielo protector (The Sheltering Sky) es una novela escrita en 1949 por Paul Bowles.
La historia gira alrededor de Port y Kit Moresby, una pareja neoyorquina que viaja al desierto norteafricano del Sahara acompañada por su amigo Tunner. El viaje, planeado inicialmente para resolver las dificultades conyugales de Port y Kit, se convierte rápidamente en una situación peligrosa, debido a la ignorancia de los viajeros sobre las circunstancias que los rodean.

## Trama
La novela sigue el viaje de una pareja estadounidense, Kit y Port Moresby, y su amigo Tunner, en su viaje por el norte de África durante los años posteriores a la Segunda Guerra Mundial. El trío, sin rumbo y algo hastiados, espera que sus viajes revitalicen su matrimonio estancado (en el caso de Kit y Port) o den sentido y dirección a sus vidas.
Al principio, vagan por diversas ciudades, mientras sus interacciones se ven marcadas por una creciente sensación de alienación e incomprensión. Port, en particular, está en busca de una experiencia auténtica e inmersiva de la cultura extranjera, a menudo en detrimento de su relación con Kit, quien se siente cada vez más distante y perdida. Tunner alberga sentimientos secretos por Kit, lo que añade otro nivel de tensión a su dinámica.
A medida que se adentran en el desierto argelino, la dura realidad del entorno y sus propias luchas internas empiezan a hacer mella. El deseo de Port de vivir una experiencia única le lleva a comportarse de forma temeraria y a distanciarse de las necesidades emocionales de Kit. La comunicación entre ambos se rompe y Kit se siente cada vez más aislada.
La historia da un giro inesperado cuando Port cae gravemente enfermo de fiebre tifoidea en un lugar remoto e implacable. Kit se ve obligada a cuidar de él en circunstancias desesperadas, lo que pone de manifiesto su resistencia y el tardío resurgimiento de su amor. Sin embargo, a pesar de sus esfuerzos, Port muere.
Varada y destrozada emocionalmente, Kit emprende un viaje de profunda desorientación y descenso a una existencia más primitiva. Se une a una caravana nómada, donde experimenta realidades brutales y una inmersión cultural que nunca había imaginado. Con el tiempo, un árabe, Belqassim, se hace cargo de ella y Kit empieza a vivir como su cautiva, experimentando una importante transformación psicológica.
Finalmente, Kit escapa y, casi enloquecida, es encontrada por las autoridades francesas y trasladada a un hospital. Tunner, quien la ha estado buscando, recibe noticias de su paradero. Sin embargo, la novela termina con Kit desapareciendo entre la multitud, lo que sugiere su completa separación de su vida previa y quizás una ruptura permanente con el mundo occidental y su identidad pasada.
A lo largo de la historia, Bowles explora temas como la alienación, la angustia existencial, la naturaleza destructiva de la incomprensión cultural y la fragilidad de la conexión humana en el vasto e indiferente contexto del paisaje norteafricano. El «cielo protector» mismo se convierte en una metáfora de la ilusión de permanencia y protección en un mundo gobernado, en última instancia, por el azar y lo desconocido.

## Adaptaciones
La novela fue llevada al cine por Bernardo Bertolucci en 1990, con Debra Winger y John Malkovich.